# Hermione Baddeley
Hermione Youlanda Ruby Clinton-Baddeley, född 13 november 1906 i Broseley i Shropshire, död 19 augusti 1986 i Los Angeles i Kalifornien, var en brittisk skådespelare. Baddeley medverkade bland annat i Andarnas natt (1951), Plats på toppen (1959), Colorados vilda dotter (1964), Mary Poppins (1964) och gjorde även rösten till Madame Adelaide Bonfamille i Aristocats (1970) samt till Tant Näbbmus i Brisby och Nimhs hemlighet (1982).

## Filmografi i urval
- 1947 – Drama i East End
- 1948 – Lagt kort ligger
- 1949 – Biljett till Burgund
- 1950 – Kvinnan ifråga
- 1951 – Högt spel
- 1951 – Andarnas natt
- 1952 – Pickwickklubben
- 1959 – Plats på toppen
- 1959 – Fasans timmar
- 1960 – En röst i dimman
- 1964 – Colorados vilda dotter
- 1964 – Mary Poppins
- 1965 – Blonda bombnedslaget
- 1965 – 2 för bruden
- 1965 – Får ej störas
- 1967 – Bullwhip Griffins äventyr eller guldfeber
- 1967 – The Happiest Millionaire
- 1967 – Bewitched (TV-serie)
- 1968 – Läderlappen (TV-serie)
- 1970 – Aristocats (röst)
- 1974 – Den svarta väderkvarnen
- 1977 – Kärlek ombord (TV-serie)
- 1977–1979 – Lilla huset på prärien (TV-serie)
- 1978 – Charlies änglar (TV-serie)
- 1981 – Fantasy Island (TV-serie)
- 1981 – Trapper John, M.D. (TV-serie)
- 1982 – Brisby och Nimhs hemlighet
- 1984 – Magnum, P.I. (TV-serie)